# Temporales de Argentina de abril de 2014
El temporal de Argentina de abril de 2014 (denominado por algunos medios como la tormenta Lucrecia) consistió en severas precipitaciones de forma torrencial que afectaron varias provincias de Argentina. La conurbación de Neuquén - Plottier - Cipolletti en el Alto Valle del Río Negro fue la zona más afectada, donde se registró un fallecido y más de 1500 evacuados por inundaciones, siendo el peor temporal en los últimos 40 años. Las provincias de Santa Fe (donde hubo dos fallecidos), Catamarca y Santiago del Estero fueron otros de los distritos más afectados por inundaciones y aludes. Otro fallecido se reportó en Telsen, provincia del Chubut, que se convirtió en la localidad más afectada de dicha zona.
El 6 de abril, ocurrió un frente de baja presión que comenzó en el centro del país y un foco de tormenta que se inició en las provincias de Neuquén y Río Negro. El Servicio Meteorológico Nacional realizó varias «alertas meteorológicas». En total fueron evacuadas más de 3000 personas en todo el país. Varias ONGs e instituciones han pedido colaboración de la población para ayudar a los afectados.
El Senado de la Nación Argentina declaró el 9 de abril la «emergencia climática» por treinta días en localidades de Neuquén, Río Negro, La Pampa, Santa Fe, Chubut y Catamarca.  La Administración Federal de Ingresos Públicos anunció que suspendió por 120 días el cobro de impuestos a los contribuyentes afectados por las inundaciones en las provincias afectadas.

## Formación de los temporales

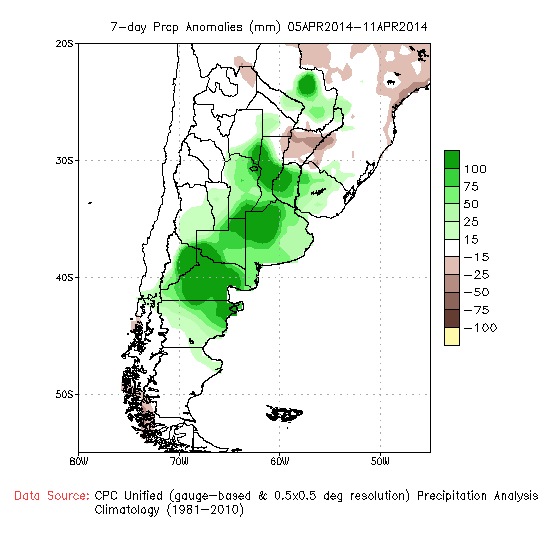
Precipitaciones "anormales" entre los días 5 y 11 de abril.

Las precipitaciones de los días 5 y 6 de abril estuvieron asociados a la presencia de un sistema de baja presión en niveles medios de la atmósfera sobre la porción este del sur del Océano Pacífico, entre los 20° y 40° de latitud sur. Este sistema, junto a la presencia de una masa de aire relativamente más húmeda y cálida sobre el centro y noreste de Argentina, la existencia de un sistema de baja presión en superficie sobre la región noroeste de Argentina, y el aporte de humedad por vientos en dirección este sobre la Patagonia, favorecieron las condiciones de inestabilidad atmosférica, provocando que ocurran varias tormentas de diferentes intensidades en el norte de la Patagonia y la región central y este de Argentina. Entre el 7 y el 8 de abril, este sistema se desplazó hacia el noreste de la Patagonia y se desarrolló un sistema de baja presión en superficie sobre dicha región, generando eventos de abundante precipitaciones. La región centro también se vio afectada.
En estas precipitaciones, han caído gran parte de la lluvia normal anual en varias de las provincias afectadas, y en ciertas ciudades ha llovido en unos pocos días más que el promedio para el mes de abril. Hubo estaciones donde el monto registrado también superó el récord mensual histórico anual y otras el récord de precipitación acumulada en 24 horas. La mayoría de la lluvia caída se reportó en el Alto Valle del Río Negro, noreste de La Pampa, centro de Buenos Aires y en varias partes de Santa Fe. En cuanto a las ráfagas de viento, las mayores se registraron en Neuquén (las cuales alcanzaron entre 70 y 79 km/h), Río Cuarto en Córdoba (66 km/h) y Bariloche en Río Negro (57 km/h).
Para el 9 de abril las condiciones climáticas habían mejorado y las precipitaciones cesaron en varias provincias.
Algunos expertos hablaron sobre las tormentas. El meteorólogo del Conicet, Carlos Zotelo, dijo que «lo llamativo es que hayan ocurrido lluvias intensas en varios puntos al mismo tiempo». La meteorólogoa Miriam Andrioli, del Servicio Meteorológico Nacional, explicó que se conjugaron dos fenómenos: «en la zona central del país se desataron tormentas por una masa de aire cálida y húmeda que bajó desde el Sur de Brasil y desde Paraguay y se mezcló con un frente caliente que estaba en la provincia de Buenos Aires, lo que generó nubes de gran magnitud. En la Patagonia y Catamarca, avanzó aire húmedo desde el Océano Atlántico y se combinó con un centro de baja presión que llegaba desde el Pacífico».
| Cantidad de milímetros caídos en algunas estaciones que superaron el valor normal para el mes. | Cantidad de milímetros caídos en algunas estaciones que superaron el valor normal para el mes. | Cantidad de milímetros caídos en algunas estaciones que superaron el valor normal para el mes. | Cantidad de milímetros caídos en algunas estaciones que superaron el valor normal para el mes. |
| ---------------------------------------------------------------------------------------------- | ---------------------------------------------------------------------------------------------- | ---------------------------------------------------------------------------------------------- | ---------------------------------------------------------------------------------------------- |
| Estación Meteorologíca                                                                         | Provincia                                                                                      | Valor de precipitación desde el 1 de abril hasta las 9 horas (UTC-3) del 8 de abril            | Valor normal de abril                                                                          |
| Neuquén Aero                                                                                   | Neuquén                                                                                        | 264                                                                                            | 15,7                                                                                           |
| Paraná Aero                                                                                    | Entre Ríos                                                                                     | 243                                                                                            | 101,6                                                                                          |
| General Pico Aero                                                                              | La Pampa                                                                                       | 237                                                                                            | 71                                                                                             |
| Bolívar Aero                                                                                   | Buenos Aires                                                                                   | 227                                                                                            | 96                                                                                             |
| San Antonio Oeste Aero                                                                         | Río Negro                                                                                      | 186                                                                                            | 22,3                                                                                           |
| Maquinchao                                                                                     | Río Negro                                                                                      | 166,5                                                                                          | 15,2                                                                                           |
| Sauce Viejo/Santa Fe Aero                                                                      | Santa Fe                                                                                       | 163                                                                                            | 90,6                                                                                           |
| Ceres Aero                                                                                     | Santa Fe                                                                                       | 162                                                                                            | 80,5                                                                                           |
| Junín Aero                                                                                     | Buenos Aires                                                                                   | 158,3                                                                                          | 82,6                                                                                           |
| Laboulaye Aero                                                                                 | Córdoba                                                                                        | 155,2                                                                                          | 71,1                                                                                           |
| Nueve de Julio                                                                                 | Buenos Aires                                                                                   | 153,5                                                                                          | 101,5                                                                                          |
| Cipolletti                                                                                     | Río Negro                                                                                      | 149                                                                                            | 16,3                                                                                           |
| Pigüé Aero                                                                                     | Buenos Aires                                                                                   | 141                                                                                            | 84,2                                                                                           |
| Azul Aero                                                                                      | Buenos Aires                                                                                   | 122,1                                                                                          | 85,1                                                                                           |
| Victorica                                                                                      | La Pampa                                                                                       | 119                                                                                            | 49,2                                                                                           |
| Santa Rosa Aero                                                                                | La Pampa                                                                                       | 115                                                                                            | 52,7                                                                                           |
| Gualeguaychú Aero                                                                              | Entre Ríos                                                                                     | 110                                                                                            | 85                                                                                             |
| Observatorio Central de Buenos Aires                                                           | Ciudad de Buenos Aires                                                                         | 109,4                                                                                          | 97                                                                                             |
| Río Colorado                                                                                   | Río Negro                                                                                      | 107,7                                                                                          | 46,4                                                                                           |
| Pilar Observatorio                                                                             | Córdoba                                                                                        | 103,5                                                                                          | 52,3                                                                                           |
| Bahía Blanca Aero                                                                              | Buenos Aires                                                                                   | 100,2                                                                                          | 62,9                                                                                           |
| Tres Arroyos Aero                                                                              | Buenos Aires                                                                                   | 98,5                                                                                           | 89,4                                                                                           |
| Aeroparque Buenos Aires                                                                        | Ciudad de Buenos Aires                                                                         | 96                                                                                             | 88,6                                                                                           |
| Coronel Suárez Aero                                                                            | Buenos Aires                                                                                   | 96                                                                                             | 87,6                                                                                           |
| El Palomar                                                                                     | Buenos Aires                                                                                   | 91                                                                                             | 84,9                                                                                           |
| Rosario Aero                                                                                   | Santa Fe                                                                                       | 90                                                                                             | 79,7                                                                                           |
| Trelew Aero                                                                                    | Chubut                                                                                         | 82,7                                                                                           | 16,7                                                                                           |

## Provincias más afectadas

### Neuquén
En la capital de la provincia de Neuquén cayó hasta el 7 de abril un récord histórico en la región de 204,6 milímetros de agua, más que el promedio anual provincial y se convirtió en la zona más afectada del país. La provincia ya recibía precipitaciones en forma discontinua desde el 2 de abril, pero la más grande se registró el día 7 por la mañana. El intendente de Neuquén, Horacio Quiroga, dijo el lunes 7 que «en un lapso de 24 horas cayeron 118 milímetros, que se sumaron a los 100 milímetros acumulados por las precipitaciones registradas desde el pasado miércoles» (2 de abril). Las ráfagas de viento alcanzaron los 70 kilómetros por hora y se reportaron inundaciones en toda la ciudad, alcanzando un metro en algunos barrios. Se declaró «emergencia climática», se evacuaron más de 1.500 personas —en toda la provincia, de los cuales 900 fueron en la capital—, que fueron alojadas en dependencias provinciales y municipales, y se decretó asueto en el sector público, suspensión de clases y de servicio de transporte público. También fueron cerrados los accesos a la ciudad y las rutas 40, 237 y 7 (que conducen hacia San Patricio del Cañar, Añelo y Rincón de los Sauces) y fueron cortados los servicios de electricidad y agua potable.
La situación más grave en la provincia se registró en Neuquén Capital, Plottier, China Muerta, Piedra del Águila, Picún Leufú, El Chocón, Arroyito, Centenario, Vista Alegre, Añelo, Rincón de los Sauces, Senillosa y El Chañar, reportándose más de 300.000 personas afectadas. En la capital provincial falleció una jubilada de 70 años por problemas respiratorios durante la tormenta. Las autoridades locales anunciaron que un 80 por ciento de las calles de la capital neuquina estaban anegadas hacia el 8 de abril (día que finalizaron las lluvias); que los cuantiosos daños materiañes causarían pérdidas millonarias y que demandarían mucho tiempo para su reparación. El intendente local afirmó que «el temporal de lluvia de los últimos días destrozó toda la ciudad». El gobierno provincial también anunció que los daños a viviendas y comercios ocasionados por el temporal de lluvia serán relevados para elaborar un plan de contingencia y reparación. Se reportaron en la capital provincial 184 kilómetros de calles afectadas, cuya recuperación costará cerca de $ 34 millones de pesos. El 11 de abril, tras recorrer las zonas afectadas, el gobierno provincial anunció que creará una «unidad ejecutora» para realizar los trabajos de reconstrucción. Para ese día, un 90 % de la ciudad había recuperado el servicio de electricidad y agua potable.
La presidenta Cristina Fernández de Kirchner manifestó «solidaridad y apoyo» a la provincia y se comunicó con la vicegobernadora Ana Pechen para garantizar la asistencia nacional a través del Ejército y Gendarmería. También se comunicaron con el gobierno neuquino la ministra de Desarrollo Social, Alicia Kirchner, y el jefe de Gabinete, Jorge Capitanich. La Agrupación XII "Comahue" de la Gendarmería Nacional Argentina afectó recursos humanos a las acciones de apoyo a la comunidad, evacuación y distribución de mercadería y desplegó móviles. Por la tarde del 7 de abril el Gobierno nacional dispuso que el Ejército Argentino preste «ayuda humanitaria» en Neuquén para ayudar a los damnificados. La dirección general de Comercio Interior, Lealtad Comercial y Defensa del Consumidor de Neuquén emitió una disposición en la que advirtió sanciones a los comercios que especularan con los precios de los artículos de primera necesidad tras el temporal.

### Río Negro
Las zonas más afectadas de la provincia de Río Negro por las lluvias del 7 de abril fueron el Alto Valle y la costa Atlántica. En las ciudades rionegrinas de Cipolletti, General Roca y Villa Regina, hubo anegamientos, se suspendieron las clases, hubo cortes de luz y agua potable y se evacuaron 500 personas. En el Alto Valle también hubo rutas y caminos cerrados. También se reportó una ruptura en el canal de Cinco Saltos que complicó el suministro de agua potable en varias localidades. En la costa atlántica, 48 personas fueron evacuadas en San Antonio Oeste y en Las Grutas, que también sufrieron anegamientos. Además se desbordó un arroyo a la altura de Sierra Grande que obligó un corte de la ruta nacional 3 entre el 7 y 8 de abril. Ya por el mediodía del 8, la ruta volvió a cerrarse temporalmente tras el desborde del Arroyo Verde. Entre unas 450 y 500 personas de diversas localidades como Ingeniero Jacobacci, Maquinchao y Valcheta, fueron evacuadas a raíz del fuerte viento que ocasionó caída de árboles.
El temporal también frustró las dos primeras etapas del rally Desafío Ruta 40 que iban disputarse en la provincia, postergando por tres días el inicio de la competencia que fue trasladado a Zapala en Neuquén. El 9 de abril, la ruta nacional 3 volvió a cerrarse tras derrumbarse él puede del Arroyo Verde, en el límite con Chubut, debido a la crecida extraordinaria del curso de agua. La caída del puente no solo afectó a las comunicaciones por vía terrestre entre el norte y sur de Argentina, sino que también afectó a la fibra óptica de la empresa Claro, cuyo corte dejó sin servicio de Internet y telefonía al sur argentino y a la región de Magallanes en Chile. Las obras de reconstrucción comenzaron el 10 de abril, avanzando a un rápido ritmo, hasta que reabrió la ruta por la noche del día siguiente.

### Chubut
La zona más afectada por las lluvias y vientos de esta provincia fue la zona noreste: en Trelew y Puerto Madryn hubo calles anegadas, provocando casi cien evacuados el 8 de abril. Se suspendieron las clases en estas ciudades, en Rawson (donde también suspendieron el servicio de agua potable), en Gaiman y en otros establecimientos del valle inferior del río Chubut. En total, en toda la provincia fueron evacuadas alrededor de 200 personas. En diez horas llovió en Trelew 68 milímetros y en Madryn 100. Seis barcos que estaban amarrados, causaron graves daños al muelle Almirante Storni de Puerto Madryn durante el temporal. En Rawson se desbordó la Laguna Negra y se inundó la costanera de Playa Unión.
Telsen fue la localidad más afectada de la provincia. Aquí el arroyo homónimo debordó cien metros de cada lado tras llover 140 milímetros, afectando también el sector de chacras. Además la zona quedó incomunicada con el resto de la provincia por anegación en las rutas 4 y 8 y unas 30 familias fueron evacuadas. El gobierno provincial intentó llegar al poblado pero no pudo. En esta localidad se informó que un hombre de 94 años falleció luego de que se inundara su casa y que se está buscando a un peón rural desaparecido. El 9 de abril un equipo de funcionarios, incluyendo el gobernador Martín Buzzi, y personal operativo de la provincia partió hacia Telsen para socorrer a la población afectada y también se trasladaron dos helicópteros de la Armada Argentina, y uno más del Ejército. El gobierno provincial declaró la emergencia en todas las zonas afectadas, incluyendo Arroyo Verde en el límite con Río Negro.

### Santa Fe
En el centro y sur de la provincia de Santa Fe, a raíz de las intensas lluvias del 7 de abril fueron evacuadas 300 personas de distintas localidades y debieron cortarse las rutas nacionales 34 y 8 por acumulación de agua sobre la calzada. También se reportaron inundaciones en varias zonas. Algunas de las ciudades afectadas fueron Coronda, Vera, San Cristóbal, San Guillermo, Monigotes (donde precipitaron 445 milímetros en un solo día), Monte Oscuridad (donde llovió 437 milímetros), Ramayón, Curupaytí (donde las precipitaciones también superaron los 400 milímetros), Santa Clara de Saguier, Coronel Fraga, Suardi, San Justo, Cañada Rosquín, San Martín de las Escobas, entre otras. Las lluvias en ocho de los 19 departamentos fueron de 230 y 300 milímetros, con picos de hasta 450 milímetros. En el departamento Castellanos se reportaron 70.000 hectáreas inundadas. En otras de las zonas afectadas también se reportaron anegamientos en los campos, que recibieron el excedente hídrico de localidades. En Rosario, se reportaron 150 árboles caídos, causando inconvenientes en el tránsito y cortes de electricidad. En esta ciudad cayeron sólo 32 milímetros pero los vientos alcanzaron los 100 kilómetros por hora. La línea K de trolebuses fue interrumpida.
El director del Sistema de Estimaciones Agrícolas de la Bolsa de Comercio de Santa Fe, Rubén Walter, explicó que se afectaron 1.100.000 hectáreas de cultivo de soja. También indicó que el agua está escurriendo lentamente hacia la cuenca media del río Salado y está impactando en campos de soja, sorgo y maíz, que permanecen anegados. En cuanto a la localidad de Villa Saralegui, está totalmente aislada del resto de la provincia y hay zonas con un metro de agua en calles y viviendas. Mientras que el 9 de abril permanecen cortadas e inundadas tramos de las rutas 11, 34, 8 y 13. En esta provincia fallecieron dos personas, una en el departamento San Justo y otra en el departamento Las Colonias.

## Situación en otras regiones

### Buenos Aires
Por la caída de 63 milímetros en poco más de dos horas el 8 de abril, el río Luján creció más de cuatro metros dejando como un saldo más de 400 evacuados en varios barrios de la ciudad del mismo nombre por anegamiento de calles y viviendas. Los barrios más afectados fueron Padre Varela y San Fermín. También se informó que la Basílica de Luján no se vio afectada y que en total cayeron 80 milímetros en todo el día, decretándose una «alerta naranja». En Ramos Mejía, en el partido de La Matanza (Gran Buenos Aires), un aliviador del arroyo Maldonado provocó la rotura del pavimento de una avenida formando un cráter de cuarenta metros. Además, se reportaron daños y evacuados en Carmen de Areco, San Pedro (donde granizó) y La Matanza. El gobierno provincial también envió asistencia a General Arenales, Saladillo, Salto, Ezeiza, San Fernando, Lomas de Zamora, Avellaneda y Brandsen.
En la pampa húmeda, como consecuencia de la tormenta se estima una pérdida de al menos un millón de toneladas en la cosecha de soja, que representarían US$ 525 millones menos de divisas que ingresarán al país, y una disminución en la producción de leche. Hacia el 8 de abril la cosecha estaba paralizada y había problemas para entrar a los lotes y sacar la producción por caminos secundarios. Expertos de la Bolsa de Cereales de Buenos Aires informaron sobre las «importantes pérdidas» que dejó el temporal.
Para el 10 de abril, en Luján el río solo había descendido diez centímetros y se mantenían unos 400 evacuados.

### Catamarca y Santiago del Estero
En las provincias de Catamarca y Santiago del Estero, unas 500 personas fueron evacuadas por el temporal de lluvia y vientos huracanados que comenzaron el 6 de abril por la noche en la zona fronteriza de ambas provincias, con desborde de ríos y aludes. La mayor cantidad de evacuados fueron de la localidad catamarqueña de Bañado de Ovanta, donde viajó ayer a la mañana la gobernadora Lucía Corpacci para dirigir un operativo de asistencia. En esa localidad del departamento Santa Rosa, en casi dos horas cayeron 200 milímetros de lluvia, acompañada de vientos que superaron los 80 kilómetros por hora, provocando aludes de barro. Además, las inundaciones afectaron al hospital local, quedando totalmente inutilizado.
También fueron evacuadas unas 100 personas en las localidades santiagueñas de Lavalle y Villa La Punta, donde un alud causó daños en la localidad. Un relevamiento de los Consorcios Regionales de Experimentación Agrícola informó de anegamientos en los departamentos Guasayan y Choya, en el sudoeste de Santiago del Estero. El gobierno nacional dispuso la asistencia del Ejército para la búsqueda, evacuación y ayuda de los afectados.

### Córdoba
En la provincia de Córdoba, unas 200 personas fueron evacuadas, y las ciudades más afectadas fueron Obispo Trejo, Las Varillas, Corral de Palos, Isla Verde y Morteros, por la caída de más de 200 milímetros de agua entre el 6 y 7 de abril. Se reportaron también daños en varias viviendas e inundaciones en caminos, rutas y zonas rurales.
En la Ciudad de Córdoba, la crecida del río Suquía provocó anegamientos de viviendas y el corte del tránsito en la avenida Costanera. La localidad de Obispo Trejo fue la más afectada en la provincia, luego de que los canales de desagüe y el río Jesús María debordaran y el centro urbano quedara cubierto por el agua. Para el 9 de abril, la situación se había normalizado. En esta provincia fallecieron dos personas.

### Otros distritos
El temporal también afectó a unas 80 familias en el valle de Uco en la provincia de Mendoza. Las alertas meteorológicas también se han extendido a las provincias de Corrientes y San Luis. En la provincia de Tucumán, se registraron anegamientos en el departamento La Cocha, especialmente en la localidad de Rumi Punco.
En la provincia de La Pampa —donde llovió varios días—, se registraron inundaciones en Santa Rosa el 7 de abril y se suspendieron las clases.
En la provincia de Entre Ríos más de 100 familias de la ciudad de Paraná fueron asistidas tras las lluvias y ráfagas de viento que la afectaron desde el 5 de abril. Alrededor de 12 barrios de la capital entrerriana fueron alcanzados por el temporal, registrándose caídas de árboles y postes de luz, voladura de techos e inundaciones de viviendas. Varias localidades del departamento Diamante, resultaron anegadas por la caída de 160 milímetros de agua. En el departamento La Paz cayeron más de 100 milímetros. Varios caminos vecinales fueron cortados.
En la ciudad de Buenos Aires, las lluvias causaron el cierre temporal de la autopista Illia y algunos anegamientos en calles y avenidas de varios barrios (Palermo, Villa Crespo, Belgrano, Almagro, Flores, entre otros) como así también caída de árboles. Las lluvias caídas en la ciudad entre la medianoche y las seis de la mañana del 8 de abril totalizaron 51.5 milímetros, según el Observatorio Central de Buenos Aires. Una vez terminada la tormenta, los vuelos se reanudaron normalmente en el Aeroparque Jorge Newbery tras el cierre de la estación aérea durante la madrugada del día 8. Algunos vuelos hacia las zonas más afectadas fueron suspendidos o desviados.